# 21P/Giacobini-Zinner
Kometa Giacobini-Zinnera (nazwa oficjalna 21P/Giacobini-Zinner) – kometa okresowa należąca do rodziny komet Jowisza, odkryta 20 grudnia 1900 przez Michela Giacobiniego i powtórnie odkryta 23 października 1913 przez Ernsta Zinnera. W czasie powrotu w 1998 roku przeszła przez peryhelium odległe o 1,03 j.a. od Słońca w dniu 21 listopada 1998, a najbliżej Ziemi w odległości 0,85 j.a. znalazła się 26 listopada 1998. Ostatnie przejście tej komety przez peryhelium miało miejsce 11 lutego 2012.

## Właściwości fizyczne komety
21P/Giacobini-Zinner posiada jądro o średnicy ok. 2 km. Kometa ta jest ciałem macierzystym roju meteorów zwanego Drakonidami (nazywanego też Giacobinidami), który widoczny jest na niebie około 8 października każdego roku. W 1946 r. Ziemia przecięła orbitę komety zaledwie 15 dni po jej przejściu. Zanotowano wtedy ok. 2300 meteorów w ciągu godziny.

## Badania bezpośrednie
Kometa Giacobiniego-Zinnera stała się pierwszą kometą, do której zbliżyła się sonda kosmiczna. 11 września 1985 sonda ICE przeleciała w odległości 7862 km od jądra komety, dokonując pomiarów materii w obrębie jej głowy i warkocza. Pomiary skoncentrowały się na magnetycznej interakcji plazmy z wiatru słonecznego z rozszerzającą się otoczką komety.